# Hössna socken
Hössna socken i Västergötland ingick i Redvägs härad, ingår sedan 1974 i Ulricehamns kommun och motsvarar från 2016 Hössna distrikt.
Socknens areal är 63,93 kvadratkilometer varav 63,22 land. År 2000 fanns här 459 invånare.  Orten Kinnared samt kyrkbyn Hössna med sockenkyrkan Hössna kyrka ligger i socknen. 

## Administrativ historik
Socknen har medeltida ursprung. 1554 införlivades Kinnareds socken.
Vid kommunreformen 1862 övergick socknens ansvar för de kyrkliga frågorna till Hössna församling och för de borgerliga frågorna bildades Hössna landskommun. Landskommunen uppgick 1952 i Redvägs landskommun som 1974 uppgick i Ulricehamns kommun. Församlingen utökades 2006.
1 januari 2016 inrättades distriktet Hössna, med samma omfattning som församlingen hade 1999/2000.  
Socknen har tillhört län, fögderier, tingslag och domsagor enligt vad som beskrivs i artikeln Redvägs härad. De indelta soldaterna tillhörde Älvsborgs regemente, Redvägs kompani och Västgöta regemente, Vartofta kompani.

## Geografi
Hössna socken ligger öster om Ulricehamn kring Ätrans källor. Socknen är en höglänt skogsbygd med höjder som i Galtåsen når Västergötlands högsta punkt 362 meter över havet.

## Fornlämningar
Boplatser och en hällkista från stenåldern är funna. Från bronsåldern finns gravrösen och stensättningar. Från järnåldern finns ett gravfält.

## Namnet
Namnet skrevs 1366 Hösnum och kommer från kyrkbyn. Namnet innehåller troligen hös, 'huvudskål' och syftar på en höjd vid kyrkan.